# ذالعصار (الملاح)

تعديل مصدري - تعديل

ذالعصار هي إحدى قرى عزلة الملاح بمديرية الملاح التابعة لمحافظة لحج، بلغ تعداد سكانها 41 نسمة حسب تعداد اليمن لعام 2004.